# 火力発電

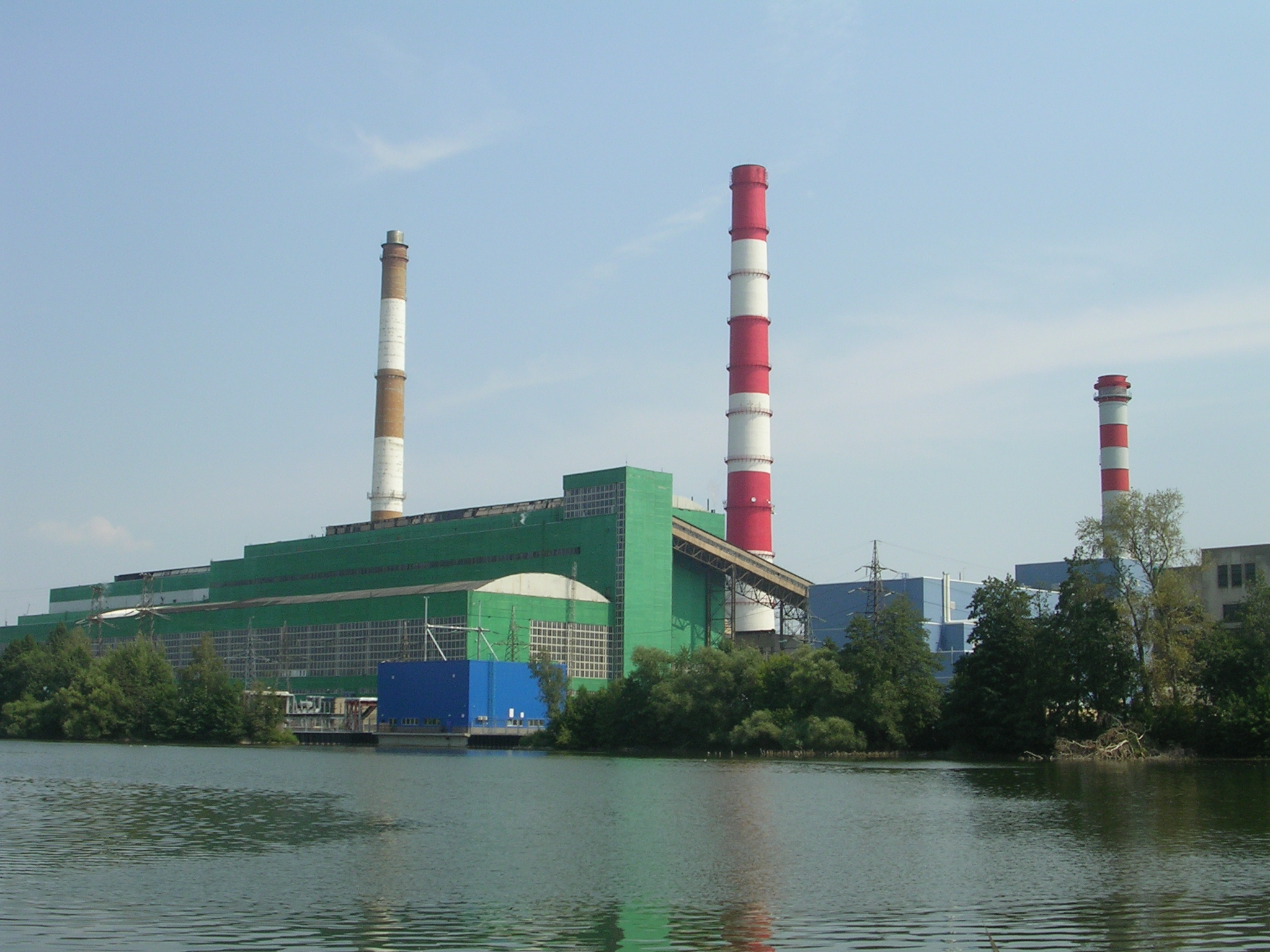
火力発電所

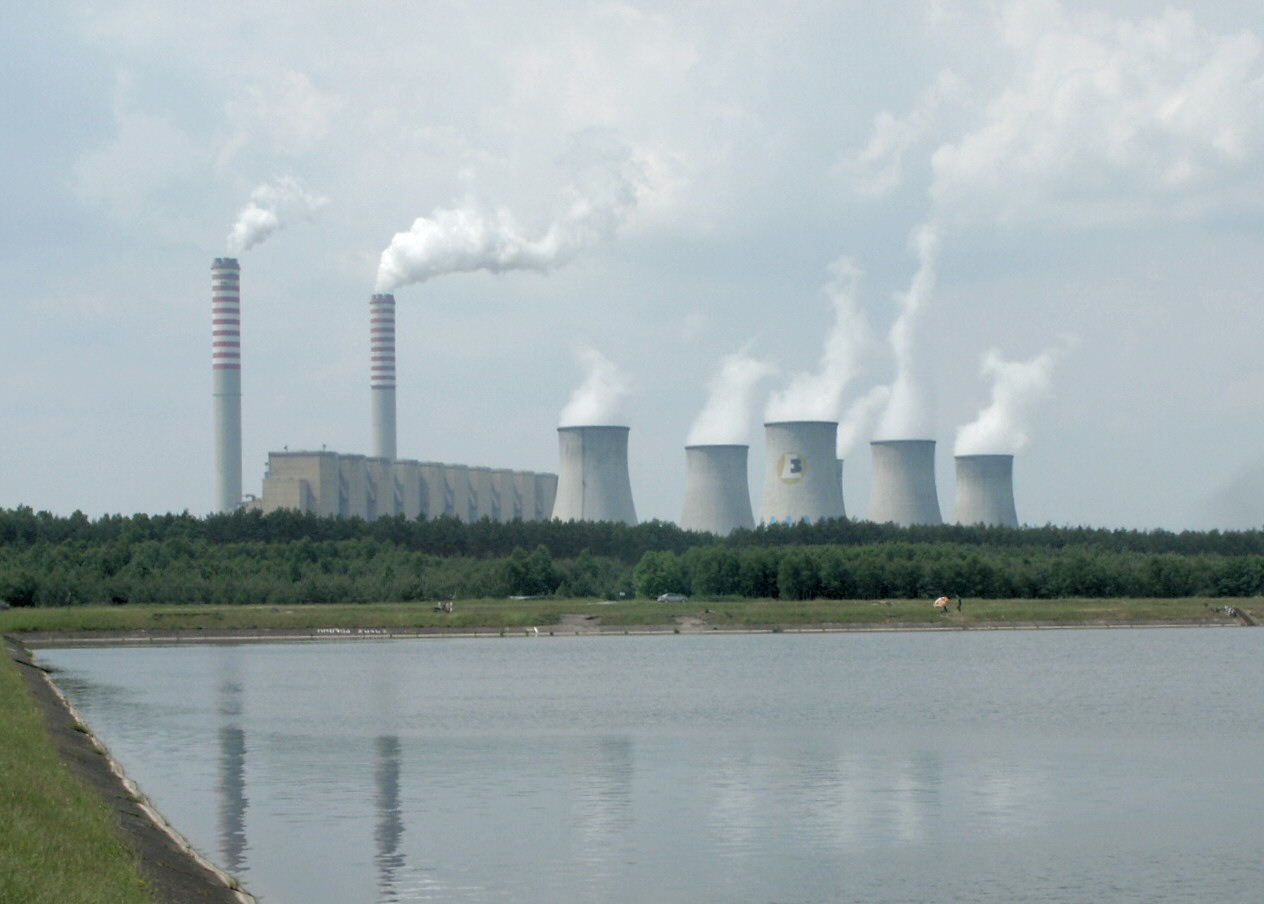
ポーランドのベウハトゥフ発電所は欧州最大の石炭火力発電所である。

火力発電（かりょくはつでん）は、化石燃料（石油、石炭、天然ガス）やバイオマス(木質燃料、廃棄物)などの反応から得られる熱エネルギーを電力へ変換する発電方法の一つである。火力発電を行う施設を火力発電所という。
水力発電（すいりょくはつでん）に比べて建設費が安い、電源立地の自然的条件の制約が少ない、大容量機設置ができる、大消費地に近接した地点で建設できるので電力輸送の際の損失が少なくてすむのが利点。一方で、温暖化ガスである二酸化炭素（CO2）ほか、大気汚染の原因になる。燃料の種類により、窒素酸化物（NOx）や硫黄酸化物（SOx）といった有害物質を多量に排出する。運転費が大きいという欠点もある。
CO2や大気汚染物質の排出量を抑えるため、化石燃料に他の燃料を混ぜて燃焼させる技術も開発されている（アンモニアや木質ペレット）。

## 分類
現在広く利用されている火力発電の方式には、大きく分けて汽力発電、ガスタービン発電、コンバインドサイクル発電、内燃力発電の4種類がある。
汽力発電
燃料をボイラーで直接燃焼し、高温・高圧の蒸気を発生させ、蒸気タービンを回して発電する方式。
石油、天然ガス、高炉ガス、石炭、コークス、木質チップなど多種多様の燃料を使用することができる。直接燃焼式のバイオマス発電や廃棄物発電もこの発電方式である
主蒸気の温度や圧力により変わるが、発電端熱効率は35-45%程度（LHV）である
狭義の汽力発電は燃料燃焼による火力発電のみを指すが、広義には原子力発電や地熱発電、太陽熱発電も含まれる
ガスタービン発電
空気圧縮機で圧縮空気を作り、燃焼器で燃料を燃焼させ、発生した高温・高圧の燃焼ガスを直接ガスタービンに吹き付けて発電する方式。
高速回転するガスタービンに直接燃焼ガスを吹き付けるため、天然ガスや不純物の少ない軽質燃料（軽油や灯油など）しか使用することが出来ない。
ガスタービン単独での発電端効率は40%未満であることから、単独で常用されることは少なく、汽力発電と組み合わせたコンバインドサイクル発電や、非常用発電として使用されることが多い。
コンバインドサイクル発電（CC：Combined Cycle）
内燃機関の排熱で汽力発電を行う複合発電の方式。内燃機関としては主にガスタービンが使用され、この場合はガスタービン・コンバインドサイクル（GTCC:Gas Turbine Combined Cycle）と呼ばれる。　
ガスタービンを回した後の排気は500～600℃程度と高温であることから、ガスタービン排気の熱を回収する排熱回収ボイラ（HRSG:Heat Recovery Steam Generator）を下流に設置し、蒸気を作って蒸気タービンを駆動させる。ガスタービンと蒸気タービンを組み合わせることにより、発電端熱効率を50-60%程度（LHV）にまで高めており、日本の西名古屋火力発電所で世界最高効率である63%（LHV）を達成している。また、2023年現在、三菱重工の最新鋭J形ガスタービンを適用したプラントの発電効率は、世界最高水準を更新して64％以上を達成している。
内燃力発電
内燃機関で燃料を燃焼させて発電機を駆動させる方式。ガスタービンエンジン式とレシプロエンジン式に大別されるが、内燃力発電所といった場合には後者を指すことが一般的である。
レシプロエンジンとしてはディーゼルエンジンやガスエンジン、ガソリンエンジンなどが用いられている。軽油、重油、液化石油ガス（LPガス）、天然ガスなど多種類の燃料を用いることが出来る。島嶼用の発電設備として広く使用されており、出力は数十kWの小規模なものから1万kW程度の中容量のものまで様々ある。
また、次世代型火力発電や補助発電として次のようなものが研究、開発されており、実証試験が行われているものもある。
燃料電池発電
燃料の持つ化学エネルギーを直接電気エネルギーに変換する発電である。使用温度により固体高分子形（PEFC）、リン酸形（PAFC）などの低温型燃料電池と溶融炭酸塩形（MCFC）、固体酸化物形（SOFC）などの高温型燃料電池に分類される。この内、高温型の固体酸化物燃料電池（SOFC)をガスタービン・コンバインドサイクル発電に組み込むトリプル複合発電の実証試験が検討されている。
石炭ガス化複合発電（IGCC : Integrated coal Gasification Combined Cycle）
石炭をガス化し、ガスタービン・コンバインドサイクルで発電を行う方式。天然ガスより埋蔵量の多い石炭で、従来型の汽力発電方式に比べて更なる発電効率向上を目指したシステムである。実証試験プラントでの試験は成功し、国内では2013年より勿来発電所10号機で商用プラントの運転が始まったほか、大崎発電所においても、2017年より酸素吹IGCC実証機が稼働している。
トリプル複合発電
ガスタービン・コンバインドサイクル発電と固体酸化物燃料電池（SOFC）を組み合わせた複合発電方式である。天然ガスを燃料とした場合の発電端熱効率は66%（HHV）に達する。石炭ガス化複合発電（IGCC）と組み合わせたものは特に石炭ガス化燃料電池複合発電（IGFC:Integrated coal Gasification Fuel Cell combined cycle）と呼ばれる。IGFCは究極の高効率石炭火力発電方式と言われ、現状の石炭火力発電（汽力発電方式）を大きく上回る発電端熱効率（HHVで55%程度）が期待でき、石炭資源のより効率的な利用が可能となる。2021年度より大崎発電所にて実証試験プラントでの試験が計画されている。
バイオマス発電
バイオマスを利用する発電である。利用形態として直接燃焼する汽力発電方式と、バイオマスをガス化してからガスタービン・コンバインドサイクル発電へ利用する方式がある。現在の主流方式は前者であるが、後者も徐々に利用が広がっている。
水素タービン発電
燃料に水素 ガスを利用したガスタービン発電またはガスタービン・コンバインドサイクル発電である。水素ガスと天然ガスを混合燃焼させる方式と水素ガス100%の方式がある。
熱電発電
金属中の温度差により起電力が生じるゼーベック効果を利用した発電である。燃焼ガスの最終排気や復水器の冷却水など低温で利用しにくい排熱の回収方法として、火力発電の補助発電への組み込みが考えられている。
MHD発電
高温のプラズマを発生させ、ファラデーの電磁誘導の法則を利用して発電する。

## 主な設備

### ボイラー
石炭や石油、天然ガス（LNG）を燃焼させて得た熱を水に伝え、水蒸気に変える。純度の高い水が必要であるため、水処理装置（イオン交換樹脂や逆浸透膜装置及び付帯設備）で硬度分、場合によっては、シリカやその他のイオン、溶存ガスなど除去している。水蒸気は蒸気タービンへ送られるほか、付近の工場などに蒸気を供給している発電所もある。
発電用ボイラーは伝熱部が水管になっている水管ボイラーであり、循環方法により貫流ボイラー、強制循環ボイラー、自然循環ボイラーがある。熱効率向上のため再熱式がほとんどである。また、貫流ボイラーは定圧ボイラーと変圧ボイラーがあり、近年は発電出力に応じて給水圧力を調整できる変圧ボイラーが採用されているほか、定圧ボイラーの弁を取り替えて、過熱器での変圧運転を行い、低出力運転時の発電効率を向上させている発電所もある。
日本では、亜臨界圧（Sub-C、蒸気圧力22.1MPa未満）と超臨界圧（SC、蒸気温度566℃以下、蒸気圧力22.1MPa以上）を「非効率」、超々臨界圧（USC、蒸気温度593℃以上、蒸気圧力24.1MPa以上）を「高効率」と分類している。なお、SCとUSCでは、必ず貫流ボイラーが採用される。
なお、排熱回収型コンバインドサイクル発電方式では、ガスタービンからの高温排気を取り入れる、排熱回収ボイラーが使用される。こちらは自然循環ボイラーである。

### ガスタービン
原動機の一種であり、燃料の燃焼等で生成された高温のガスでタービンを回して回転運動エネルギーを得る内燃機関である。
ガスタービン発電方式や、コンバインドサイクル発電方式の発電所に設置されている。燃料は主に天然ガス（LNG）であるが、小型のものは重油や軽油が使用される。蒸気タービンに比べて起動時間が短いため、ピーク時用内燃力発電として1950年代から用いられていた。また、ディーゼルエンジンと比較して、小型軽量で冷却水が不要なため、非常用発電機に用いられる。
ガスタービンは高温で動作するため、その排気もまた十分に高温であり、排熱回収ボイラー、蒸気タービンと組み合わせた高効率コンバインドサイクル発電方式の普及が進んでいる。また、電気および蒸気を付近の工場などに供給する熱電併給システム（コジェネレーション）を導入している発電所もある。
コンバインドサイクル発電で使用されるガスタービンは、導入当初1,100℃級であったが、熱効率向上のため高温化が進み、改良型では1,300℃級が採用され、近年では1,500℃級、1,600℃級が採用されてきている。熱効率（低位発熱量基準）は、ガスタービン発電では38%前後、汽力発電（蒸気タービン）では44%前後が限度であったが、1,600℃級ガスタービンと蒸気タービンの組み合わせでは60%以上が可能となった。

### 蒸気タービン

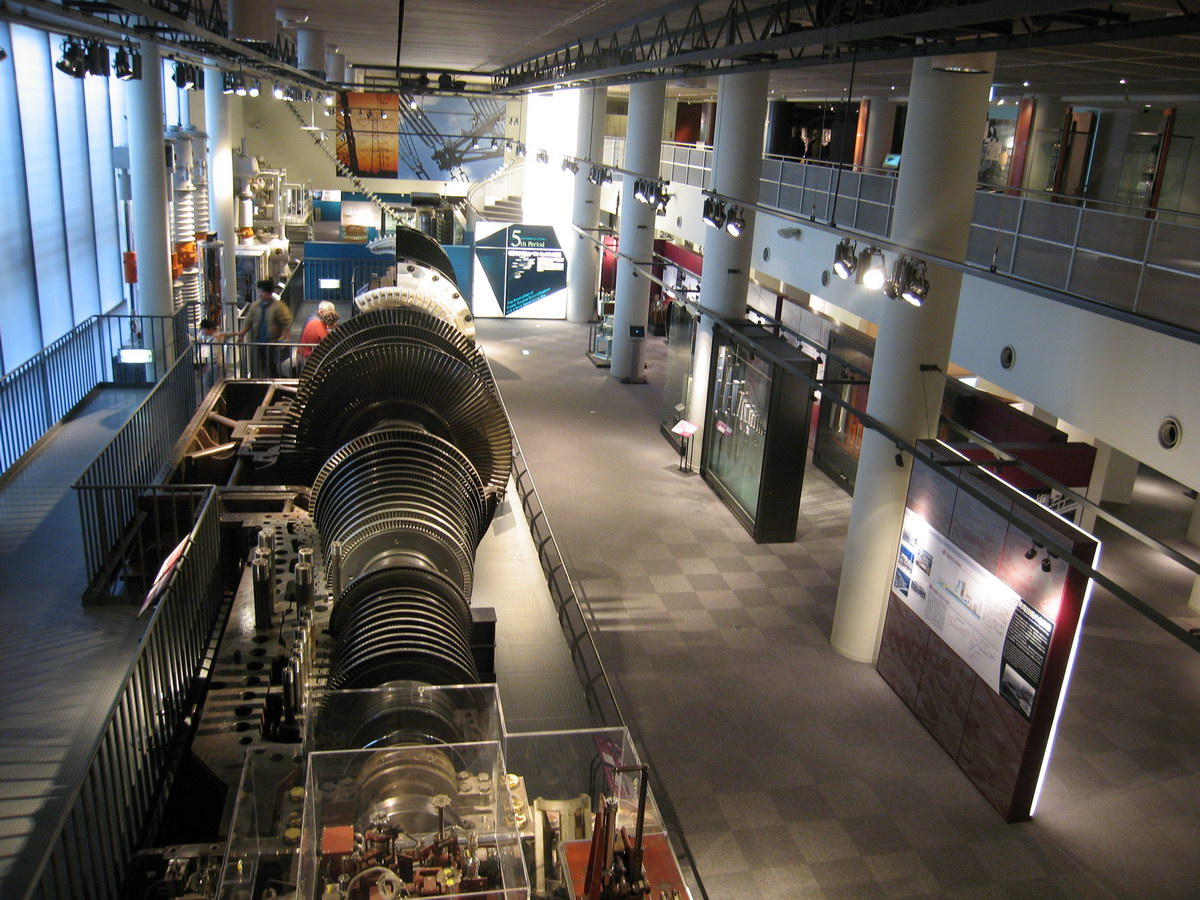
電気の史料館に展示保存されている東京電力千葉火力発電所旧1号タービン発電機

水蒸気のもつエネルギーを、タービン（羽根車）と軸を介して回転運動へと変換する。
発電所で使用される蒸気タービンは、高圧、中圧、低圧の3つのタービンから構成されており、蒸気（主蒸気）は、高圧タービンを回した後、再熱器で再び熱せられ（再熱サイクル）、再熱蒸気として中圧タービンへ送られ、最後に低圧タービンを回し復水器へ送られる。このタービンの構成により、一軸型（タンデム・コンパウンド）、二軸型（クロス・コンパウンド）がある。70万kW以上の大出力機ではベースロード発電向けの運用が多く熱効率が重視されていたことや、高速回転に伴う低圧タービン最終段動翼の遠心力の制約などにより二軸型が使用されることが多いが、建設コストの低減や運用性向上が重視されるようになったため、軽量のチタン動翼による遠心力の緩和や材料強度の改善などにより一軸型を採用した発電所もある。
日本では近年、熱効率向上のため、蒸気条件を主蒸気温度、再熱蒸気温度ともに600℃前後まで向上させている。
なお、日本の火力発電用タービンの回転速度は、50Hzでは3000min-1、60Hzでは3600min-1である。

### 復水器
蒸気タービンで使用された蒸気を冷却して水に戻す装置。これによりタービン出口側が低圧状態（慣習的に真空と呼んでいる）となり、熱機関として動作が完結する（ランキンサイクル）。戻された水は給水ポンプに送られ、再びボイラーへ送られる
日本の火力発電所では、ほとんどが海水を冷却水として利用しているため、表面復水器が使用される。これは、冷却水が復水器冷却管内を通り、タービン蒸気とは直接接触しない方式である。海水の取水には深層取水方式が主に採用され、放水には表層放水方式が主に採用される。取放水の温度差は、日本では環境負荷低減のため7 - 9℃としている。

### 発電機
電磁誘導の法則を利用して、機械的エネルギーから電気エネルギーを得る機械である。現在の発電用では三相交流同期発電機が使用され、日本では商用電源として50Hz用と60Hz用に分けて採用されている。

### 主変圧器
発電機で発生した電力を送電するにあたり、送電ロスを少なくするために電圧を昇圧する変圧器。日本では主に275kVや500kVまで昇圧している。

### 煤煙処理設備
特に石炭火力などは煙突より煤煙を噴出し公害をイメージするものとして描かれる事が多い。環境負荷を低減させるため、様々な処理設備を設けている。
- 集塵装置：煤塵の排出量を低減する。静電気の力を利用して分離、捕集する電気式集塵装置が主に採用される。
- 排煙脱硝装置：窒素酸化物 (NOx) の排出量を低減する。選択触媒還元脱硝装置（乾式アンモニア接触還元法）が主に採用される。
- 排煙脱硫装置：硫黄酸化物 (SOx) の排出量を低減する。湿式石灰石膏法が主に採用される。

なお、LNG（液化天然ガス）はガスを液化する際にガス中の「ちり」、燃焼時に硫黄分などの不純物を取り除いているため、硫黄酸化物や煤塵の発生がない。
また、近年では電子ビームを使用して脱硝、脱硫する装置もある。

### 煙突

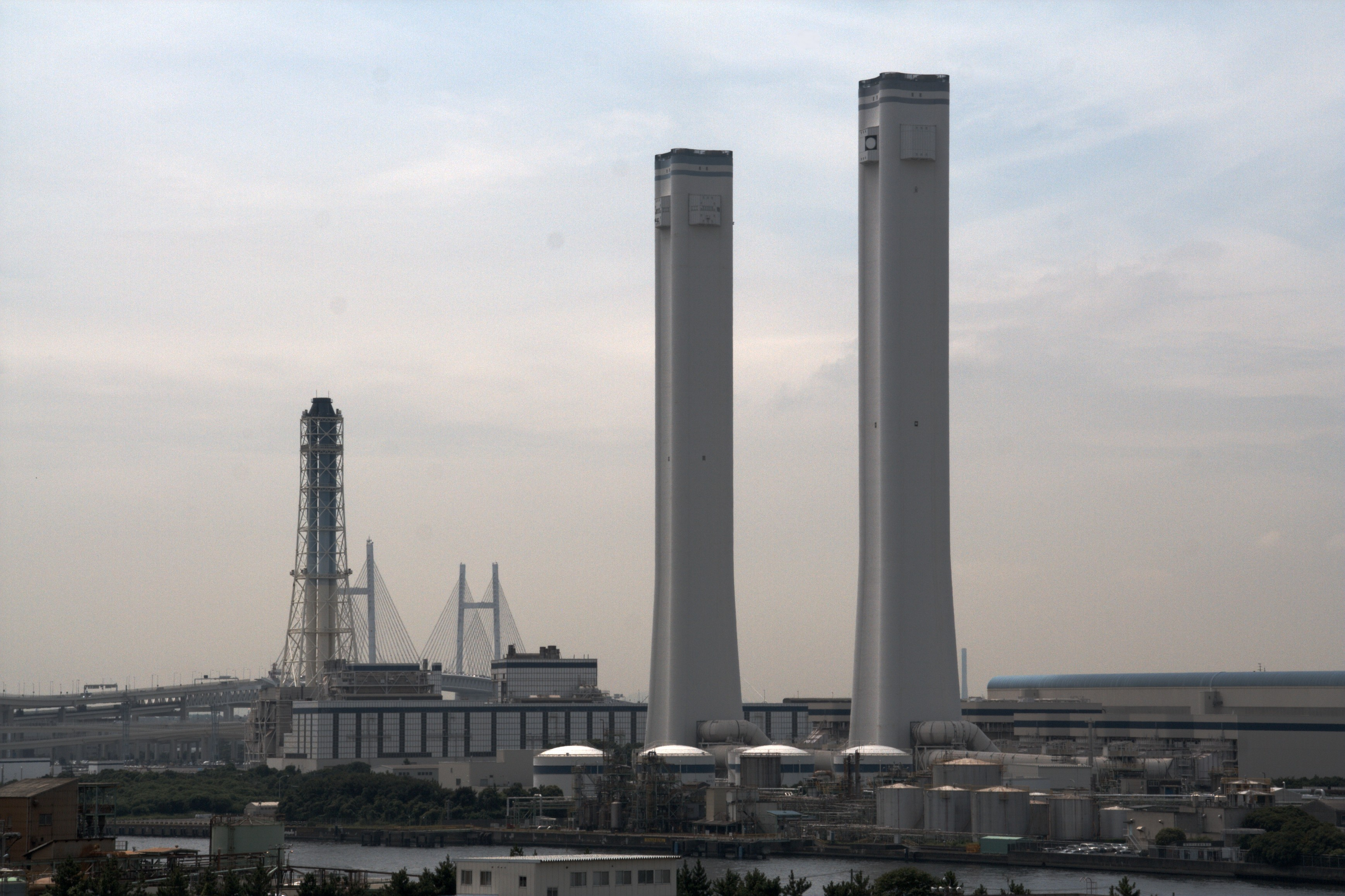
JERA横浜火力発電所の煙突

高熱による上昇気流の原理で排気を上方に導き上空に排出させる。煙突の高さが高いほど、排出ガス中に含まれる大気汚染物質濃度は、地表に到達するまでに拡散されることから、排出ガス濃度そのものの低減対策（脱硫、脱硝、集塵など）に加えて煙突の高さを高くする対策が広く推奨されてきた。ただし、煙突の高さを高くしても大気汚染物質の削減効果はない。
発電所では、60 m - 200 m級が主に採用される。航空法によって60 mを超える建造物は、航空機からの視認のため外観を目立たせるよう（赤白など）義務付けられている。発電所によっては展望台を設けた塔のような構造にしたり、ライトアップを可能にしたりするなど、発電所のシンボル的存在となっている。

## 燃料
- 化石燃料
  - 石炭
  - 石油
  - 天然ガス
- バイオマス
  - 木質燃料
- 水素 - 実験段階[16][17][18]
- アンモニア - 実験段階[19][20]

## 長所と短所

### 長所
- 安定した電力を供給可能である。太陽光発電や風力発電は変動が多いため、発電量が少ない場合のバックアップとして補完することができる[21]。再生エネルギーで水から生成した水素を活用できれば[18]、デメリットである環境負荷を抑えられる。
- 電力需要の変化に対応できる[21]。原子力発電や太陽光発電、風力発電と違い、刻々と変化する需要に応じて発電量を柔軟に調整でき[22]、水力発電と比べても長く調整ができる[21]。ただし、揚水発電や、南オーストラリア州では大規模のエネルギー蓄電施設により75％電気代が値下げされ約45億円の節約につながる等、蓄電技術の向上等により出力や需要の変動の問題は解決できる可能性がある[23]。
- 万一事故を起こしても、被害は局所的なものにとどまることが多い。但し台風などがオイルタンク破壊と結びつく場合、生態破壊や土壌汚染などは他の発電に比べて、大きく長期的なものになる（その災害の規模に依存する）。石油火力発電所は1979年以降、新規建設が禁止されている。

### 短所
- 大気汚染と環境破壊

火力発電は、大気汚染の原因となる二酸化炭素（CO2）や、燃料の種類により、発がん性物質である窒素酸化物（NOx）や、硫黄酸化物（SOx）等の有害物質を多量に排出する。
日本は省エネが進み、経済協力開発機構（OECD）平均よりもエネルギーの消費効率が高いにもかかわらず、国民一人あたりのCO2（2016年）を比較したところ、9.0トンとOECD35カ国中27位で平均（7.6トン）よりも多く、政府は火力発電に頼る供給側に弱みがあると分析している。
特に石炭火力発電は二酸化炭素排出量が、天然ガスを使う同規模の火力発電の約2倍多く、欧州諸国やカナダが2035年までに廃止していく方針を打ち出すなど、「脱石炭」の流れが世界で強まっている。人為的地球温暖化による気温上昇をパリ協定の1.5°C目標または2°C目標に抑えるには、数百から数千の石炭火力発電所を早期に廃止する必要がある。国際エネルギー機関は2040年までの火力発電の全廃を勧告している。国連事務総長アントニオ・グテーレスは各国に化石燃料への補助金を削減し、新規の石炭火力発電所の建設中止をくり返し求めているが、環境NGO気候ネットワークの調査によると、日本では2019年時点で約100基の石炭火力発電所が稼働中で、計画中（建設中含む）の22基が稼働すればさらに年7474万トンが排出される。火力発電を早期に廃止せず、利用し続ける国家に対してはたびたび批判、抗議が起こっている。
- 経済的リスク

英国のシンクタンクOverseas Development Instituteおよびその他11のNGOは、人口のかなりの割合が電力にアクセスできない国での新しい石炭火力発電所の建設の影響に関するレポートを2016年10月に発表している。報告書は、石炭火力発電所の建設は貧困層をほとんど助けず、むしろより貧しくする可能性があると結論付けている。
2019年10月6日、東京大学と英シンクタンクのカーボントラッカー、機関投資家が運営するカーボン・ディスクロージャー・プロジェクトは、日本では再生可能エネルギーのコスト低下によって、洋上風力発電、太陽光発電、陸上風力発電のコストはそれぞれ2022年、23年、25年までに新規計画中の石炭火力発電よりも安くなり、石炭火力発電関連施設には最大710億ドル相当の「座礁資産化リスク」があるとの調査報告書を公表した。
二酸化炭素回収・貯蔵技術は各国で開発が進められており技術的に実現可能であるが、太陽光発電技術のコストが低下しているため、石炭との併用は経済的に実行可能ではないことの試算もある。
火力発電には大量の化石燃料を必要とするが、日本の2018年の化石燃料の海外依存度は、石油99.7％、LNG（液化天然ガス）97.5％、石炭99.3％となっており、そのほとんどを海外からの輸入に頼っている。そのため、エネルギーコストがかかり、国際的な燃料価格の影響を受けやすく、化石燃料が値上がりすると、貿易赤字や電気代値上がりで膨大な国民損失を発生させる。
国内の投資・雇用誘発効果が低い。ただし、六本木エネルギーサービスのように街全体の再開発の中で、都市ガスから電気と熱を供給して多くの雇用を生んでいる例もある。
- 事故死

発電に関わる事故で1969～2000年の間にOECD加盟国、非加盟国合わせて火力発電で44,553人、水力29,938人、原子力が31人死亡している。死者数は火力発電が最も多くなっている。理由としては石炭採掘の坑道内での火災や落盤などでの事故が多いことである。2000年以降では中国で2002年～2009年の間に年平均約5000人が死亡している。次に多いのが交通事故やタンカー事故などである。
日本でおきた火力発電事故は、大井火力発電所爆発事故が有名で、この事故では4人が死亡、作業員が大火傷、消防士が軽症となった。